# Атанасије Поповић
Атанасије Поповић (30. јануар 1885 — 8. септембар 1948) био је српски сликар који је стварао у Дубровнику. Поповић је први академски сликар из Требиња.

## Биографија
Рођен је у Требињу у многобројној трговачкој породици. У родном граду је завршио основну и трговачку школу. Сликарство учи код сликара из Црне Горе Марка Греговића. Помагао му је током рада на великом иконостасу требињске Саборне цркве Преображења господњег, након чега добијају низ сличних послова по црквама и манастирима Српске православне цркве.
Наставио је школовање на Академији у Бечу, гдје је освојио награду за акт. Дипломира 1914. у класи Јозефа Јунгвирта и остаје наредних 5 година у Бечу, гдје је добио посао као асистент на Академији.
По формирању Краљевине Срба, Хрвата и Словенаца одлучује да се досели у Ђаково, а одатле прелази 1920. у Дубровник гдје остаје да живи до краја живота. Поред сликања радио је као професор цртања и историје умјетности у Дубровачкој гимназији.
Освојио је прву награду за израду дипломе „Просвјете” из Сарајева и прву награде за конкурс за нацрт дипломе у организацији Друштва за заштиту југословенске деце.
Средином двадесетих година Поповић по налогу Министарства шума и руда из Београда обилази руднике, пилану у Дрвару и ливницу жељеза у Варешу. Слика три монументалне слике на тему живота радника и велики број слика и скица мањег формата. Својим дјелима из овог периода постаје један од првих сликара социјалне тематике у српској и југословенској умјетности.
У пејзажима и приказима мртве природе мање се држао строгих академских постулата који су превладавали на његовим портретима.
Једина Поповићева слика на историјске теме „Требиње 1914”, на којој је приказао страдање народа Требиња од стране окупаторских снага на почетку Првог свејетског рата, изгубљена је под нејасним околностима 1939. године.
Излагао је 1923. у салону „Урлих” у Загребу а касније излаже у Сарајеву, Београду, Братислави, Салцбургу, Осјеку, Кошицама, Карловцу, Дубровнику и другим градовима. Након смрти у Дубровнику је организована ретроспектива Поповићевих радова у јулу 1956.
Његова познатија дјела су Портрет др Брацановића из 1922. и Портрет Јована Дучића. Поповић је иза себе оставио богат опус. Радио је бројне портрете богатих породица у Дубровнику (гдје ради преко 70 портрета), пејзаже, црквено сликарство. Највише ствара у периоду између два светска рата.

## Рад
Главне фазе Поповићевог сликарства су:
- Сецесијско-академска, почетком двадесетих.
- Фаза под утицајем Арт-декоа и касније колористичког експресиознима, од средине двадесетих и током тридесетих и четрдесетих.
- Сакрално сликаство, најчешће иконе и зидне слике.

Сликарство Атанасија Поповића је по његовој смрти било заборављено и скрајнуто. Разлог за то је оцена међуратних као и каснијих уметничких критичара који су сматрали да академски реализам нема значајне уметничке вредности. Такође је сматрано конзервативним и анахроним у поређењу са другим правцима у сликарству.
Српска православна црквена општина у Дубровнику посједује неколико Поповићевих дјела, као и Музеј Херцеговине у Требињу. У склопу Музеју Херцеговине отворена је стална поставка као дио меморијалне Галерије „Атанасије Поповић”, за коју је простор и дио поставке донирао Атанасијев брат Урош Поповић.
На Поповићевом гробу написани су Његошеви стихови:
Благо томе ко довијек живи,
имао се рашта и родити!
Вјечна зубља, вјечне помрчине,
нит’ догори нити свјетлост губи.

## Галерија
- Портрет оца, 1910.
- Портрет мајке, 1910.
- Свети Архангел Михаило, 1920.
- Портрет супруге, 1921.
- Портрет Михаила Милишића, 1930.
- Портрет Јелене Качирек Милишић, 1930.
- Портрет Зорке Милишић, 1930.
- Степениште на мору, 1934.